# Rok jedna
Rok jedna (orig. Year One) je americká filmová komedie z roku 2009 režiséra Harolda Ramise a producenta Judda Apatowa v hlavních rolích s Jackem Blackem a Michaelem Cerou.

## Děj
Zed je lovec a Oh je sběrač. Poté, co se dozvědí, že Zed snědl jablko ze stromu poznání dobra a zla, je šaman a Zarlak vyženou pryč od kmene. Když Zed omylem podpálí vesnici, Oh se rozhodne jít s ním, aby objevil vše, co svět nabízí. Po cestě potkají Kaina a Ábela. Kain zabije Ábela a řekne Zedovi a Ohovi, že musí utéct s ním, jinak by je obvinili z Ábelovy vraždy.
Následně Zed a Oh zjistí, že dívky z jejich kmene, se kterými chtějí "ulehnout" (Maya a Eema), byly chyceny a prodány do otroctví. Pokusí se je vykoupit na svobodu, ale Kain místo toho prodá Zeda a Oha také do otroctví. Když se dostanou se svým majitelem a dalšími otroky pocházejícími rovněž z jejich kmene do vesnice, zaútočí na ni Sodomité a otroky unesou. Zed a Oh ale utečou do pouště, v noci chtějí osvobodit Mayu a Eemu.
V noci ale usnou a ráno zjistí, že jsou Sodomité pryč. Vydají se je hledat a na jedné hoře narazí na Abraháma, který se zrovna chystá obětovat svého syna Izáka. Zed ho zastaví, tvrdí, že ho tam vyslal Bůh. Abrahám je vezme s sebou do své hebrejské vesnice a vypráví jim o městech Sodoma a Gomora.
Zed a Oh se rozhodnou jít do Sodomy poté, co se Abrahám rozhodne je obřezat. Po příchodu do Sodomy jsou zatčeni. Kain, nyní sodomský voják, je zachrání od uvěznění, když je nazve svými bratry. Kain se jim omluví za to, že je prodal do otroctví a nabídne jim jídlo. Během prohlídky města jim Kain nabídne, aby se stali také vojáky. Krátce na to si ve městě všimnou princezny Innany. Ta se postí, protože se cítí provinile za to, že většina města hladoví. Večer je Zed pozván na párty na rozhovor s Innanou.
Uvnitř paláce Zed uvidí Mayu a Eemu, jak pracují jako otrokyně. Oh musí následovat zženštilého velekněze. Zed se setká s Innanou a ta ho žádá, aby vstoupil do Nejsvětější svatyně a řekl jí, jaké to je. Princezna si myslí, že Zed je "vyvolený". Ve svatyni Zed narazí na Oha, který se tam schovává před veleknězem. Začnou se hádat a následně jsou uvězněni za to, že do svatyně vkročili. Jsou odsouzeni k ukamenování k smrti, ale Zed obyvatele města přesvědčí, aby byli soucitní, a tak jsou místo toho odsouzeni k těžké práci, dokud nezemřou. Král pak oznámí, že obětuje bohům svou nevlastní dceru (Innanu) a dvě další panny (Mayu a Eemu).
Zed přeruší obřad a tvrdí, že je "vyvolený". Začne povstání. Oh zachrání Eemu. Do města přijede Abrahám s Hebrejci, aby svrhli krále. Oh a Eema spolu mají v paláci sex, což znamená, že Eema již nemůže být obětovaná. Potom vylezou ven, aby pomohli Zedovi v boji proti vojákům (včetně Kaina). Dav zabije všechny vůdce a prohlásí Zeda jako "vyvoleného" novým vládcem. Zed to odmítne a předá vládu Innaně. Místo toho se z něj stane cestovatel, na cesty se vydá s Mayou. Oh se stane vůdcem vesnice, kde začal celý příběh. Zed a Oh se rozloučí a vydají se každý na svou vlastní cestu.

## Obsazení
| Jack Black               | Zed, syn Nuly    |
| Michael Cera             | Oh, syn Uh       |
| Olivia Wildeová          | princezna Innana |
| June Diane Raphael       | Maya             |
| David Cross              | Kain             |
| Paul Rudd                | Ábel             |
| Juno Temple              | Eema             |
| Matthew J. Willig        | Marlak           |
| Horatio Sanz             | Enmebaragesi     |
| Oliver Platt             | velekněz         |
| Christopher Mintz-Plasse | Izák             |
| Eden Riegel              | Lilith           |
| Hank Azaria              | Abrahám          |
| Bill Hader               | šaman            |
| Vinnie Jones             | Sargon           |
| Harold Ramis             | Adam             |
| Rhoda Griffis            | Eva              |
| Xander Berkeley          | král             |
| Gia Carides              | královna         |
| Paul Scheer              | zedník           |
| David Pasquesi           | první rádce      |
| Kyle Gass                | eunuch Zaftig    |

## Ohlas
Rok jedna sklidil negativní reakce kritiky. Server Rotten Tomatoes dává filmu na základě 162 hodnocení kritiků skóre 14%. Server Metacritic hodnotí film 34 body ze 100 na základě 28 recenzí. Uživatelé ČSFD snímek hodnotí průměrně 53%.
Během úvodního víkendu ve Spojených státech snímek utržil necelých 20 milionů USD a stal se tak čtvrtým nejúspěšnějším filmem víkendu po snímcích Návrh, který měl premiéru ve stejný den, Pařba ve Vegas a Vzhůru do oblak. Celkově ve Spojených státech Rok jedna utržil více než 43 milionů USD a v zahraničí téměř 17 milionů USD.